# Philippstor (Düren)

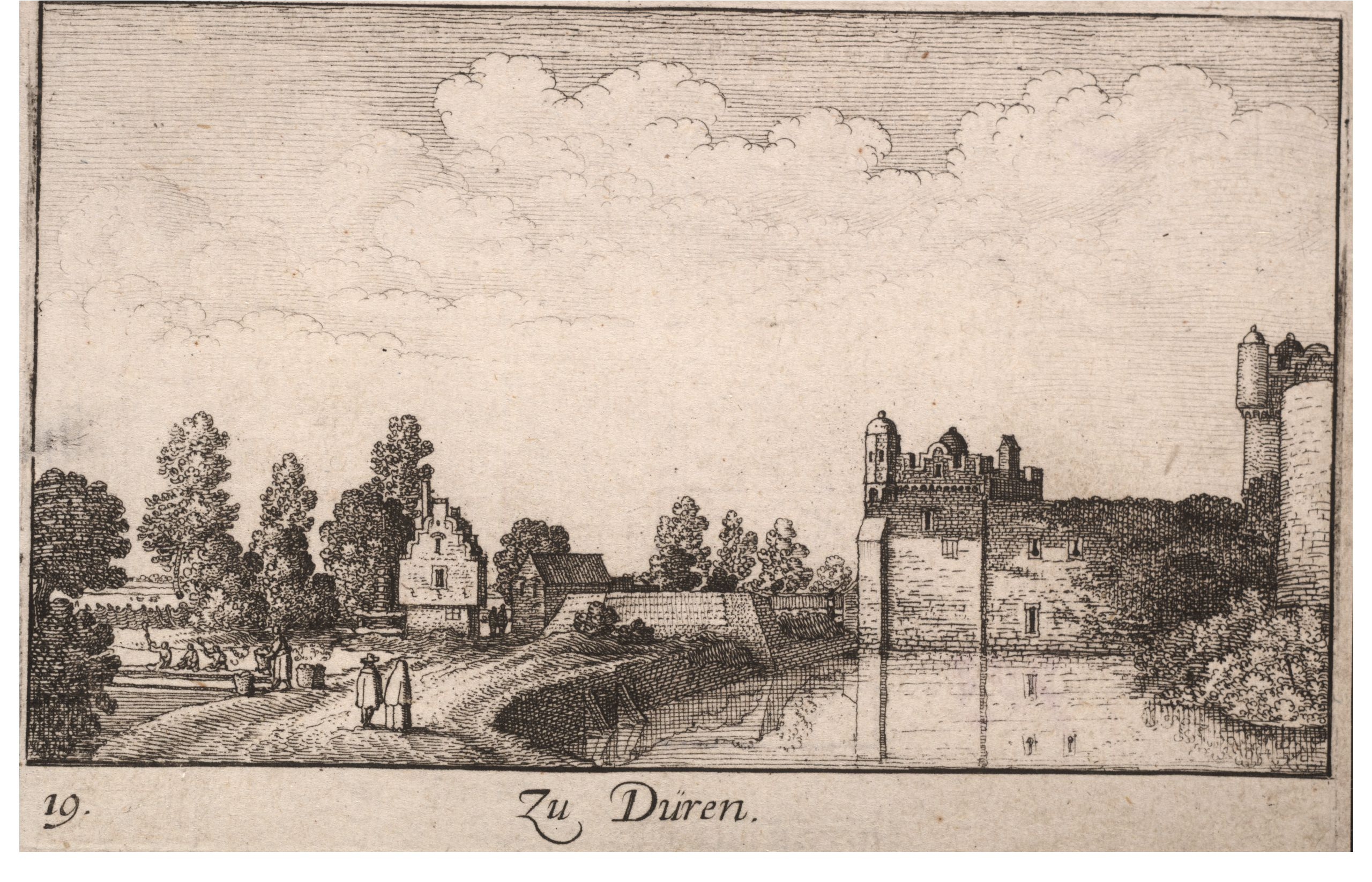
Das Philippstor von 1657

Das im Jahre 1252 erstmals bezeugte und im Jahr 1321 urkundlich erwähnte Philippstor war ein Stadttor in Düren in Nordrhein-Westfalen. Es stand etwa an der Einmündung der Schenkelstraße in die Philippstraße. Es gehörte zur Dürener Stadtbefestigung und war das mächtigste der fünf Stadttore.
Das Tor wurde 1321 als „porta Philippi“ erstmals genannt. Diese Torburg bestand aus drei Teilen, nämlich dem stadtseitigen, dreigeschossigen Viereckturm, dem vorgebauten Wohnhaus für den Torwächter und dem zweiten zweistöckigen Turm mit einem Zinnenkranz, der mit dem ersten durch einen Torgang verbunden war. Der Torburg vorgelagert war eine wichtige Wegekreuzung. Das Philippstor wurde 1824 abgebrochen.